# Eliminatorias de la Liga de Campeones Femenina de la CAF 2023
La Liga de Campeones Femenina de la CAF, también conocido como TotalEnergies, por razones de patrocinio, es la tercera edición del campeonato de fútbol de mujeres en África organizado por la Confederación de Fútbol africano (CAF). Esta edición se jugó en dos fases; la clasificatoria zonal se realizó entre el 5 de agosto y el 14 de septiembre. El torneo final, se realizó en Costa de Marfil, entre el 5 y el 19 de noviembre.
La clasificación se llevó a cabo en las 6 subconfederaciones de la CAF. Al final de la clasificación, los equipos clasificados se redujeron a los 8 finalistas que luego pasarían a la fase de grupos de esta edición del torneo, que se llevó a cabo en dos estadios en Korhogo y San-Pédro, Costa de Marfil, del 5 al 19 de noviembre de 2023.
Estos equipos estaban compuestos por un equipo ganador de cada una de las competiciones de clasificación de las subconfederaciones de la CAF (WAFU que se divide en dos zonas), el equipo ganador de la liga del país anfitrión.

## Equipos
Todos los equipos participantes se clasificaron para sus competiciones clasificatorias subregionales tras ganar sus respectivos títulos de liga nacional y lograron que la CAF aceptara sus solicitudes de licencia de club. Un total de 33 (de 54) países tuvieron al menos un equipo que participó en esta primera edición clasificatoria.
| Zonas   | Zonas   | Equipos               | Equipos                | Equipos                      | Equipos         |
| ------- | ------- | --------------------- | ---------------------- | ---------------------------- | --------------- |
| UNAF    | UNAF    | Afak Relizane         | Wadi Degla             | SC Casablanca                | ASF Sousse      |
|         |         |                       |                        |                              |                 |
| WAFU    | A       | Determine Girls       | AS Mandé               | Dakar Sacré-Cœur             | Mogbwemo Queens |
| WAFU    | B       | US Forces Armées      | Athlético FC d'Abidjan | Ampem Darkoa                 | AS Police       |
| WAFU    | B       | Delta Queens          | Academie Amis du Monde | Sam Nelly                    |                 |
|         |         |                       |                        |                              |                 |
| UNIFFAC | UNIFFAC | AS Awa                | AS Epah-Ngamba         | Huracanes                    | TP Mazembe      |
|         |         |                       |                        |                              |                 |
| CECAFA  | CECAFA  | Buja Queens           | FAD Club               | CBE FC                       | Vihiga Queens   |
| CECAFA  | CECAFA  | AS Kigali WFC         | Yei Join Star          | JKT Queens                   | Kampala Queens  |
| CECAFA  | CECAFA  | New Generation FC     |                        |                              |                 |
|         |         |                       |                        |                              |                 |
| COSAFA  | COSAFA  | Double Actions Ladies | Young Buffaloes        | Olympic de Moroni            | CD Costa do Sol |
| COSAFA  | COSAFA  | Mamelodi Sundowns     | Green Buffaloes        | Lesotho Defence Force Ladies | Ntopwa FC       |

## Clasificación
Cada subconfederación de la CAF celebró un torneo clasificatorio, comenzando con la UNAF para el norte de África y la WAFU Zona A para África Occidental y terminando con la final para la competencia de la COSAFA. Las ganadoras de estos torneos avanzaron a la fase de grupos de la Liga de Campeones Femenina de la CAF 2023, donde se les unieron las campeonas de la liga del país anfitrión.

## Torneo zonal
Un ganador de cada región avanza al torneo final.

### UNAF
El sorteo de esta edición de clasificación se celebró el 5 de julio de 2023.Se definió 1 grupo. Avanza a la siguiente ronda quien ocupe el primer lugar. La competición en sí se desarrolló del 24 al 30 de julio en Alejandría, Egipto.
| Pos. | Equipo        | Pts. | PJ | G | E | P | GF | GC | Dif. | Clasificación |     | SCC | AFR | WDG | ASFS |
| ---- | ------------- | ---- | -- | - | - | - | -- | -- | ---- | ------------- | --- | --- | --- | --- | ---- |
| 1    | SC Casablanca | 0    | 0  | 0 | 0 | 0 | 0  | 0  | 0    | Torneo Final  |     | —   | 4–3 | 6–1 |      |
| 2    | Afak Relizane | 0    | 0  | 0 | 0 | 0 | 0  | 0  | 0    |               |     |     | —   |     |      |
| 3    | Wadi Degla    | 0    | 0  | 0 | 0 | 0 | 0  | 0  | 0    |               |     | 1–4 | —   |     |      |
| 4    | ASF Sousse    | 0    | 0  | 0 | 0 | 0 | 0  | 0  | 0    |               | 1–3 | 0–5 | 3–5 | —   |      |

 Fuente: 
Criterios de clasificación: 
| 24 de agosto de 2023 | SC Casablanca | 4:3 | Afak Relizane | [[]], [[]]       |                  |
| 17:00                |               |     |               | Árbitro(s): [[]] | Árbitro(s): [[]] |

| 24 de agosto de 2023 | ASF Sousse | 3:5 | Wadi Degla | [[]], [[]]       |                  |
| 20:00                |            |     |            | Árbitro(s): [[]] | Árbitro(s): [[]] |

| 27 de agosto de 2023 | Wadi Degla | 1:4 | Afak Relizane | [[]], [[]]       |                  |
| 17:00                |            |     |               | Árbitro(s): [[]] | Árbitro(s): [[]] |

| 27 de agosto de 2023 | ASF Sousse | 1:3 | SC Casablanca | [[]], [[]]       |                  |
| 20:00                |            |     |               | Árbitro(s): [[]] | Árbitro(s): [[]] |

| 30 de agosto de 2023 | ASF Sousse | 0:5 | Afak Relizane | [[]], [[]]       |                  |
| 18:00                |            |     |               | Árbitro(s): [[]] | Árbitro(s): [[]] |

| 30 de agosto de 2023 | SC Casablanca | 6:1 | Wadi Degla | [[]], [[]]       |                  |
| 18:00                |               |     |            | Árbitro(s): [[]] | Árbitro(s): [[]] |

### WAFU
Esta zona se divide en dos.

#### WAFU Zona A
Esta zona cuenta con un solo grupo. La ganadora del torneo se clasifica para la fase final de la Liga de Campeones Femenina de la CAF 2023 que se celebró en Costa de Marfil. El torneo tuvo lugar en Paynesville, Liberia, entre el 5 y el 13 de agosto de 2023.

##### Grupo A
| Pos. | Equipo             | Pts. | PJ | G | E | P | GF | GC | Dif. | Clasificación |     | ASM | ASD | DGF | MQFC |
| ---- | ------------------ | ---- | -- | - | - | - | -- | -- | ---- | ------------- | --- | --- | --- | --- | ---- |
| 1    | AS Mandé           | 0    | 0  | 0 | 0 | 0 | 0  | 0  | 0    | Torneo Final  |     | —   |     |     |      |
| 2    | AS Dakar           | 0    | 0  | 0 | 0 | 0 | 0  | 0  | 0    |               |     | 1–1 | —   | 1–1 | 1–0  |
| 3    | Determine Girls FC | 0    | 0  | 0 | 0 | 0 | 0  | 0  | 0    |               | 0–3 |     | —   | 2–1 |      |
| 4    | Mogbwemo Queens    | 0    | 0  | 0 | 0 | 0 | 0  | 0  | 0    |               | 0–0 |     |     | —   |      |

 Fuente: 
Criterios de clasificación: 
| 7 de agosto de 2023 | Determine Girls FC | 0:3 | AS Mandé | [[]], [[]]       |                  |
| 16:00               |                    |     |          | Árbitro(s): [[]] | Árbitro(s): [[]] |

| 7 de agosto de 2023 | AS Dakar | 1:0 | Mogbwemo Queens | [[]], [[]]       |                  |
| 19:00               |          |     |                 | Árbitro(s): [[]] | Árbitro(s): [[]] |

| 9 de agosto de 2023 | Mogbwemo Queens | 0:0 | AS Mandé | [[]], [[]]       |                  |
| 16:00               |                 |     |          | Árbitro(s): [[]] | Árbitro(s): [[]] |

| 9 de agosto de 2023 | AS Dakar | 1:1 | Determine Girls FC | [[]], [[]]       |                  |
| 19:00               |          |     |                    | Árbitro(s): [[]] | Árbitro(s): [[]] |

| 12 de agosto de 2023 | Determine Girls FC | 2:1 | Mogbwemo Queens | [[]], [[]]       |                  |
| 16:00                |                    |     |                 | Árbitro(s): [[]] | Árbitro(s): [[]] |

| 12 de agosto de 2023 | AS Dakar | 1:1 | AS Mandé | [[]], [[]]       |                  |
| 19:00                |          |     |          | Árbitro(s): [[]] | Árbitro(s): [[]] |

#### WAFU Zona B
Esta zona cuenta con dos grupos, cada uno de ellos con tres participantes. Avanzan a la siguiente ronda los dos primeros de cada grupo. El torneo tuvo lugar en Ciudad de Benín, Nigeria entre el 18 y el 31 de agosto de 2023.

#### Fase de grupos

##### Grupo A
| Pos. | Equipo           | Pts. | PJ | G | E | P | GF | GC | Dif. | Clasificación               |  | DQ  | SN  | USFA |
| ---- | ---------------- | ---- | -- | - | - | - | -- | -- | ---- | --------------------------- |  | --- | --- | ---- |
| 1    | Delta Queens     | 0    | 0  | 0 | 0 | 0 | 0  | 0  | 0    | Avanzan a Fase eliminatoria |  | —   | 2–0 |      |
| 2    | Sam Nelly        | 0    | 0  | 0 | 0 | 0 | 0  | 0  | 0    | Avanzan a Fase eliminatoria |  |     | —   | 0–0  |
| 3    | US Forces Armées | 0    | 0  | 0 | 0 | 0 | 0  | 0  | 0    |                             |  | 0–3 |     | —    |

 Fuente: 
| 20 de agosto de 2023 | US Forces Armées | 0:3 | Delta Queens | [[]], [[]], [[]] |                  |
| 15:00 UTC+01:00      |                  |     |              | Árbitro(s): [[]] | Árbitro(s): [[]] |

| 22 de agosto de 2023 | Sam Nelly | 0:0 | US Forces Armées | [[]], [[]], [[]] |                  |
| 15:00 UTC+01:00      |           |     |                  | Árbitro(s): [[]] | Árbitro(s): [[]] |

| 25 de agosto de 2023 | Delta Queens | 2:0 | Sam Nelly | [[]], [[]], [[]] |                  |
| 18:00 UTC+01:00      |              |     |           | Árbitro(s): [[]] | Árbitro(s): [[]] |

##### Grupo B
| Pos. | Equipo                 | Pts. | PJ | G | E | P | GF | GC | Dif. | Clasificación               |  | AD  | AA  | OTR |
| ---- | ---------------------- | ---- | -- | - | - | - | -- | -- | ---- | --------------------------- |  | --- | --- | --- |
| 1    | Ampem Darkoa           | 0    | 0  | 0 | 0 | 0 | 0  | 0  | 0    | Avanzan a Fase eliminatoria |  | —   |     | 4–2 |
| 2    | Athlético FC d'Abidjan | 0    | 0  | 0 | 0 | 0 | 0  | 0  | 0    | Avanzan a Fase eliminatoria |  | 1–3 | —   |     |
| 3    | AS OTR Lomé            | 0    | 0  | 0 | 0 | 0 | 0  | 0  | 0    |                             |  |     | 0–2 | —   |

 Fuente: 
| 20 de agosto de 2023 | Ampem Darkoa | 4:2 | AS OTR Lomé | [[]], [[]]       |                  |
| 18:00 UTC+01:00      |              |     |             | Árbitro(s): [[]] | Árbitro(s): [[]] |

| 22 de agosto de 2023 | AS OTR Lomé | 0:2 | Athlético FC d'Abidjan | [[]], [[]]       |                  |
| 18:00 UTC+01:00      |             |     |                        | Árbitro(s): [[]] | Árbitro(s): [[]] |

| 25 de agosto de 2023 | Athlético FC d'Abidjan | 1:3 | Ampem Darkoa | [[]], [[]]       |                  |
| 15:00 UTC+01:00      |                        |     |              | Árbitro(s): [[]] | Árbitro(s): [[]] |

#### Fase eliminatoria
|  | Semifinales                            | Semifinales                            |   |                                        | Final                                  | Final |  |
|  |                                        |                                        |   |                                        |                                        |       |  |
|  |                                        |                                        |   |                                        |                                        |       |  |
|  | 28 de agosto, Ciudad de Benín, Nigeria |                                        |   |                                        |                                        |       |  |
|  | Delta Queens                           | 3                                      |   |                                        |                                        |       |  |
|  | Athlético FC d'Abidjan                 | 2                                      |   |                                        |                                        |       |  |
|  |                                        |                                        |   |                                        |                                        |       |  |
|  |                                        |                                        |   |                                        | 31 de agosto, Ciudad de Benín, Nigeria |       |  |
|  |                                        |                                        |   |                                        | Delta Queens                           | 0     |  |
|  |                                        | Ampem Darkoa                           | 1 |                                        |                                        |       |  |
|  |                                        |                                        |   |                                        |                                        |       |  |
|  |                                        |                                        |   |                                        |                                        |       |  |
|  |                                        |                                        |   |                                        | Tercer lugar                           |       |  |
|  | 28 de agosto, Ciudad de Benín, Nigeria | 28 de agosto, Ciudad de Benín, Nigeria |   | 30 de agosto, Ciudad de Benín, Nigeria | 30 de agosto, Ciudad de Benín, Nigeria |       |  |
|  | Ampem Darkoa                           | 4                                      |   | Athlético FC d'Abidjan                 | 3                                      |       |  |
|  | Sam Nelly                              | 1                                      |   |                                        | Sam Nelly                              | 0     |  |

#### Semifinales
| 28 de agosto de 2023 | Delta Queens | 3:2 t.s. | Athlético FC d'Abidjan |                  |                  |
| 15:00 UTC+01:00      |              |          |                        | Árbitro(s): [[]] | Árbitro(s): [[]] |

| 28 de agosto de 2023 | Ampem Darkoa | 4:1 | Sam Nelly |                  |                  |
| 18:30 UTC+01:00      |              |     |           | Árbitro(s): [[]] | Árbitro(s): [[]] |

#### Partido por el tercer puesto
| 30 de agosto de 2023 | Athlético FC d'Abidjan | 3:0 | Sam Nelly |                  |                  |
| 15:00 UTC+01:00      |                        |     |           | Árbitro(s): [[]] | Árbitro(s): [[]] |

#### Final
| 31 de agosto de 2023 | Delta Queens | 0:1 | Ampem Darkoa |                  |                  |
| 15:00 UTC+01:00      |              |     |              | Árbitro(s): [[]] | Árbitro(s): [[]] |

### UNIFFAC
Se definió 1 grupo. Avanza a la siguiente ronda quien ocupe el primer lugar. El torneo se desarrolló entre el 8 y el 14 de septiembre de 2023 en Malabo, Guinea Ecuatorial.
El campeón camerunés AS Awa se retiró del torneo debido a problemas financieros.
| Pos. | Equipo         | Pts. | PJ | G | E | P | GF | GC | Dif. | Clasificación              |  | HFC | TPM | ASEN | ASA |
| ---- | -------------- | ---- | -- | - | - | - | -- | -- | ---- | -------------------------- |  | --- | --- | ---- | --- |
| 1    | Huracanes      | 0    | 0  | 0 | 0 | 0 | 0  | 0  | 0    | Avanza a Fase eliminatoria |  | —   | 3–2 | 5–1  |     |
| 2    | TP Mazembe     | 0    | 0  | 0 | 0 | 0 | 0  | 0  | 0    |                            |  |     | —   | 2–0  |     |
| 3    | AS Epah-Ngamba | 0    | 0  | 0 | 0 | 0 | 0  | 0  | 0    |                            |  |     | —   |      |     |
| 4    | AS Awa         | 0    | 0  | 0 | 0 | 0 | 0  | 0  | 0    | Retirado                   |  |     |     |      | —   |

 Fuente: 
| 8 de septiembre de 2023 | Huracanes | 3:2 | TP Mazembe | [[]], [[]], [[]] |  |
|                         |           |     |            | Árbitro(s): [[]] |  |

| 8 de septiembre de 2023 | AS Awa | cancelado | AS Epah-Ngamba | [[]], [[]], [[]] |  |
|                         |        |           |                | Árbitro(s): [[]] |  |

| 11 de septiembre de 2023 | AS Awa | cancelado | Huracanes | [[]], [[]], [[]] |  |
|                          |        |           |           | Árbitro(s): [[]] |  |

| 11 de septiembre de 2023 | TP Mazembe | 2:0 | AS Epah-Ngamba | [[]], [[]], [[]] |  |
|                          |            |     |                | Árbitro(s): [[]] |  |

| 14 de septiembre de 2023 | TP Mazembe | cancelado | AS Awa | [[]], [[]], [[]] |  |
|                          |            |           |        | Árbitro(s): [[]] |  |

| 14 de septiembre de 2023 | Huracanes | 5:1 | AS Epah-Ngamba | [[]], [[]], [[]] |  |
|                          |           |     |                | Árbitro(s): [[]] |  |

### CECAFA
El sorteo para el torneo de clasificación para los equipos de la CECAFA (conocido como Liga de Campeones Femenina de la CECAFA) se realizó el 5 de julio de 2023 en Egipto. Se definieron 2 grupos, el primero con 5 participantes y el segundo con 4. Avanzan a la siguiente ronda los dos primeros de cada grupo. El torneo en sí se desarrolló entre el 12 y el 30 de agosto en Kampala, Uganda.

##### Grupo A
| Pos. | Equipo          | Pts. | PJ | G | E | P | GF | GC | Dif. | Clasificación               |     | CBE | BQ  | KQ  | YJS | FAD |
| ---- | --------------- | ---- | -- | - | - | - | -- | -- | ---- | --------------------------- | --- | --- | --- | --- | --- | --- |
| 1    | CBE             | 0    | 0  | 0 | 0 | 0 | 0  | 0  | 0    | Avanzan a Fase eliminatoria |     | —   | 2–1 | 1–1 |     | 8–0 |
| 2    | Buja Queens     | 0    | 0  | 0 | 0 | 0 | 0  | 0  | 0    | Avanzan a Fase eliminatoria |     |     | —   |     |     | 2–1 |
| 3    | Kampala Queens  | 0    | 0  | 0 | 0 | 0 | 0  | 0  | 0    |                             |     |     | 1–2 | —   |     |     |
| 4    | Yei Joint Stars | 0    | 0  | 0 | 0 | 0 | 0  | 0  | 0    |                             | 0–4 | 0–1 | 0–3 | —   | 2–0 |     |
| 5    | FAD Club        | 0    | 0  | 0 | 0 | 0 | 0  | 0  | 0    |                             |     |     | 1–6 |     | —   |     |

 Fuente: 
| 12 de agosto de 2023 | CBE | 2:1 | Buja Queens | [[]], [[]]       |                  |
| 13:00 UTC+03:00      |     |     |             | Árbitro(s): [[]] | Árbitro(s): [[]] |

| 12 de agosto de 2023 | Yei Joint Stars | 0:3 | Kampala Queens | [[]], [[]]       |                  |
| 16:00 UTC+03:00      |                 |     |                | Árbitro(s): [[]] | Árbitro(s): [[]] |

| 15 de agosto de 2023 | Kampala Queens | 1:2 | Buja Queens | [[]], [[]]       |                  |
| 13:00 UTC+03:00      |                |     |             | Árbitro(s): [[]] | Árbitro(s): [[]] |

| 15 de agosto de 2023 | CBE | 8:0 | FAD Club | [[]], [[]]       |                  |
| 16:00 UTC+03:00      |     |     |          | Árbitro(s): [[]] | Árbitro(s): [[]] |

| 18 de agosto de 2023 | Yei Joint Stars | 2:0 | FAD Club | [[]], [[]]       |                  |
| 13:00 UTC+03:00      |                 |     |          | Árbitro(s): [[]] | Árbitro(s): [[]] |

| 18 de agosto de 2023 | CBE | 1:1 | Kampala Queens | [[]], [[]]       |                  |
| 16:00 UTC+03:00      |     |     |                | Árbitro(s): [[]] | Árbitro(s): [[]] |

| 21 de agosto de 2023 | Yei Joint Stars | 0:1 | Buja Queens | [[]], [[]]       |                  |
| 13:00 UTC+03:00      |                 |     |             | Árbitro(s): [[]] | Árbitro(s): [[]] |

| 21 de agosto de 2023 | FAD Club | 1:6 | Kampala Queens | [[]], [[]]       |                  |
| 16:00 UTC+03:00      |          |     |                | Árbitro(s): [[]] | Árbitro(s): [[]] |

| 24 de agosto de 2023 | Yei Joint Stars | 0:4 | CBE | [[]], [[]]       |                  |
| 13:00 UTC+03:00      |                 |     |     | Árbitro(s): [[]] | Árbitro(s): [[]] |

| 24 de agosto de 2023 | Buja Queens | 2:1 | FAD Club | [[]], [[]]       |                  |
| 16:00 UTC+03:00      |             |     |          | Árbitro(s): [[]] | Árbitro(s): [[]] |

##### Grupo B
| Pos. | Equipo         | Pts. | PJ | G | E | P | GF | GC | Dif. | Clasificación               |  | JKT | VQ  | ASK | NG  |
| ---- | -------------- | ---- | -- | - | - | - | -- | -- | ---- | --------------------------- |  | --- | --- | --- | --- |
| 1    | JKT Queens     | 0    | 0  | 0 | 0 | 0 | 0  | 0  | 0    | Avanzan a Fase eliminatoria |  | —   |     |     | 1–0 |
| 2    | Vihiga Queens  | 0    | 0  | 0 | 0 | 0 | 0  | 0  | 0    | Avanzan a Fase eliminatoria |  | 0–1 | —   |     | 3–1 |
| 3    | AS Kigali WFC  | 0    | 0  | 0 | 0 | 0 | 0  | 0  | 0    |                             |  | 1–2 | 0–1 | —   | 2–0 |
| 4    | New Generation | 0    | 0  | 0 | 0 | 0 | 0  | 0  | 0    |                             |  |     |     | —   |     |

 Fuente: 
| 13 de agosto de 2023 | Vihiga Queens | 3:1 | New Generation | [[]], [[]]       |                  |
| 13:00 UTC+03:00      |               |     |                | Árbitro(s): [[]] | Árbitro(s): [[]] |

| 13 de agosto de 2023 | AS Kigali WFC | 1:2 | JKT Queens | [[]], [[]]       |                  |
| 16:00 UTC+03:00      |               |     |            | Árbitro(s): [[]] | Árbitro(s): [[]] |

| 16 de agosto de 2023 | JKT Queens | 1:0 | New Generation | [[]], [[]]       |                  |
| 13:00 UTC+03:00      |            |     |                | Árbitro(s): [[]] | Árbitro(s): [[]] |

| 16 de agosto de 2023 | AS Kigali WFC | 0:1 | Vihiga Queens | [[]], [[]]       |                  |
| 16:00 UTC+03:00      |               |     |               | Árbitro(s): [[]] | Árbitro(s): [[]] |

| 19 de agosto de 2023 | Vihiga Queens | 0:1 | JKT Queens | [[]], [[]]       |                  |
| 16:00 UTC+03:00      |               |     |            | Árbitro(s): [[]] | Árbitro(s): [[]] |

| 19 de agosto de 2023 | AS Kigali WFC | 2:0 | New Generation | [[]], [[]]       |                  |
| 16:00 UTC+03:00      |               |     |                | Árbitro(s): [[]] | Árbitro(s): [[]] |

#### Semifinales
|  | Semifinales                   | Semifinales                   |       |                               | Final                         | Final |  |
|  |                               |                               |       |                               |                               |       |  |
|  |                               |                               |       |                               |                               |       |  |
|  | 27 de agosto, Kampala, Uganda |                               |       |                               |                               |       |  |
|  | JKT Queens                    | 3                             |       |                               |                               |       |  |
|  | Buja Queens                   | 1                             |       |                               |                               |       |  |
|  |                               |                               |       |                               |                               |       |  |
|  |                               |                               |       |                               | 30 de agosto, Kampala, Uganda |       |  |
|  |                               |                               |       |                               | JKT Queens                    | 0 (5) |  |
|  |                               | CBE                           | 0 (4) |                               |                               |       |  |
|  |                               |                               |       |                               |                               |       |  |
|  |                               |                               |       |                               |                               |       |  |
|  |                               |                               |       |                               | Tercer lugar                  |       |  |
|  | 27 de agosto, Kampala, Uganda | 27 de agosto, Kampala, Uganda |       | 30 de agosto, Kampala, Uganda | 30 de agosto, Kampala, Uganda |       |  |
|  | CBE FC                        | 2                             |       | Buja Queens                   | 1                             |       |  |
|  | Vihiga Queens                 | 1                             |       |                               | Vihiga Queens                 | 0     |  |

| 16 de agosto de 2023 | JKT Queens | 3:1 | Buja Queens | [[]], [[]]       |                  |
| 13:00 UTC+03:00      |            |     |             | Árbitro(s): [[]] | Árbitro(s): [[]] |

| 18 de agosto de 2023 | CBE | 2:1 | Vihiga Queens | [[]], [[]]       |                  |
| 16:00 UTC+03:00      |     |     |               | Árbitro(s): [[]] | Árbitro(s): [[]] |

#### Por el tercer lugar
| 24 de agosto de 2023 | Buja Queens | 1:0 | Vihiga Queens | [[]], [[]]       |                  |
| 16:00 UTC+03:00      |             |     |               | Árbitro(s): [[]] | Árbitro(s): [[]] |

#### Final
| 16 de agosto de 2023 | JKT Queens | 0:0 t.s. (5:4 p.)          | CBE | [[]], [[]]       |                  |
| 13:00 UTC+03:00      | |                            | | Árbitro(s): [[]] | Árbitro(s): [[]] |
|                      | | Tiros desde el punto penal | |                  |                  |
|                      | - Ester Mbanza Gindulya - Donisia Daniel Minja - Winifrida Gerald - Anastazia Antony Katunzi - Happyness Hezron Mwaipaja |                            | - Donisia Daniel Minja - Winifrida Gerald - Anastazia Antony Katunzi - Happyness Hezron Mwaipaja - Mesay Temesgen Bizuneh |                  |                  |

### COSAFA
La COSAFA organizó un torneo de clasificación para sus países conocido como la Liga de Campeones Femenina de la COSAFA para clasificar a sus ganadoras. El sorteo de esta edición del torneo se celebró el 10 de agosto de 2023 a las 11:00 UTC (13:00 CAT ) en Marruecos.
Se realizó entre el 30 de agosto y el 8 de septiembre de 2023 y la competición en sí tuvo lugar en el Estadio Sugar Ray Xulu y Estadio Princess Magogo, ambos en Durban, Sudáfrica, del 26 al 31 de agosto de 2023. Ocho equipos fueron sorteados en dos grupos de cuatro y los dos primeros de cada grupo avanzaron a la fase eliminatoria (semifinales).
Todas las horas son hora estándar de Sudáfrica ( UTC+2 ).

#### Grupo A
| Pos. | Equipo                       | Pts. | PJ | G | E | P | GF | GC | Dif. | Clasificación               |     | DAL | GBL | LDF | NFC |
| ---- | ---------------------------- | ---- | -- | - | - | - | -- | -- | ---- | --------------------------- | --- | --- | --- | --- | --- |
| 1    | Double Action Ladies         | 0    | 0  | 0 | 0 | 0 | 0  | 0  | 0    | Avanzan a Fase eliminatoria |     | —   |     |     |     |
| 2    | Green Buffaloes              | 0    | 0  | 0 | 0 | 0 | 0  | 0  | 0    | Avanzan a Fase eliminatoria |     |     | —   |     | 1–0 |
| 3    | Lesotho Defence Force Ladies | 0    | 0  | 0 | 0 | 0 | 0  | 0  | 0    |                             |     | 0–1 | 1–2 | —   | 1–1 |
| 4    | Ntopwa                       | 0    | 0  | 0 | 0 | 0 | 0  | 0  | 0    |                             | 0–4 |     |     | —   |     |

 Fuente: 
| 30 de agosto de 2023 | Lesotho Defence Force Ladies | 1:1 | Ntopwa | King Zwelithini Stadium, Durban, Sudáfrica |                  |
| 12:00                |                              |     |        | Árbitro(s): [[]]                           | Árbitro(s): [[]] |

| 30 de agosto de 2023 | Green Buffaloes | 1:1 | Double Action Ladies | King Zwelithini Stadium, Durban, Sudáfrica |                  |
| 15:30                |                 |     |                      | Árbitro(s): [[]]                           | Árbitro(s): [[]] |

| 1 de septiembre de 2023 | Lesotho Defence Force Ladies | 0:1 | Double Action Ladies | King Zwelithini Stadium, Durban, Sudáfrica |                  |
| 12:00                   |                              |     |                      | Árbitro(s): [[]]                           | Árbitro(s): [[]] |

| 1 de septiembre de 2023 | Green Buffaloes | 1:0 | Ntopwa | King Zwelithini Stadium, Durban, Sudáfrica |                  |
| 15:30                   |                 |     |        | Árbitro(s): [[]]                           | Árbitro(s): [[]] |

| 4 de septiembre de 2023 | Lesotho Defence Force Ladies | 1:2 | Green Buffaloes | King Zwelithini Stadium, Durban, Sudáfrica |                  |
| 12:00                   |                              |     |                 | Árbitro(s): [[]]                           | Árbitro(s): [[]] |

| 4 de septiembre de 2023 | Ntopwa | 0:4 | Double Action Ladies | Estadio Princess Magogo, Durban, Sudáfrica |                  |
| 12:00                   |        |     |                      | Árbitro(s): [[]]                           | Árbitro(s): [[]] |

#### Grupo B
| Pos. | Equipo            | Pts. | PJ | G | E | P | GF | GC | Dif. | Clasificación               |  | MSL | CDC | YB  | ODM |
| ---- | ----------------- | ---- | -- | - | - | - | -- | -- | ---- | --------------------------- |  | --- | --- | --- | --- |
| 1    | Mamelodi Sundowns | 0    | 0  | 0 | 0 | 0 | 0  | 0  | 0    | Avanzan a Fase eliminatoria |  | —   | 4–0 | 4–0 | 8–0 |
| 2    | CD Costa do Sol   | 0    | 0  | 0 | 0 | 0 | 0  | 0  | 0    | Avanzan a Fase eliminatoria |  |     | —   | 2–1 | 2–1 |
| 3    | Young Buffaloes   | 0    | 0  | 0 | 0 | 0 | 0  | 0  | 0    |                             |  |     |     | —   |     |
| 4    | Olympic de Moroni | 0    | 0  | 0 | 0 | 0 | 0  | 0  | 0    |                             |  |     | 3–3 | —   |     |

 Fuente: 
| 31 de agosto de 2023 | CD Costa do Sol | 2:1 | Young Buffaloes | King Zwelithini Stadium, Durban, Sudáfrica |                  |
| 12:00                |                 |     |                 | Árbitro(s): [[]]                           | Árbitro(s): [[]] |

| 31 de agosto de 2023 | Mamelodi Sundowns | 8:0 | Olympic de Moroni | King Zwelithini Stadium, Durban, Sudáfrica |                  |
| 15:30                |                   |     |                   | Árbitro(s): [[]]                           | Árbitro(s): [[]] |

| 2 de septiembre de 2023 | CD Costa do Sol | 2:1 | Olympic de Moroni | King Zwelithini Stadium, Durban, Sudáfrica |                  |
| 12:00                   |                 |     |                   | Árbitro(s): [[]]                           | Árbitro(s): [[]] |

| 2 de septiembre de 2023 | Mamelodi Sundowns | 4:0 | Young Buffaloes | King Zwelithini Stadium, Durban, Sudáfrica |                  |
| 15:30                   |                   |     |                 | Árbitro(s): [[]]                           | Árbitro(s): [[]] |

| 4 de septiembre de 2023 | Olympic de Moroni | 3:3 | Young Buffaloes | King Zwelithini Stadium, Durban, Sudáfrica |                  |
| 15:30                   |                   |     |                 | Árbitro(s): [[]]                           | Árbitro(s): [[]] |

| 4 de septiembre de 2023 | Mamelodi Sundowns | 4:0 | CD Costa do Sol | Estadio Princess Magogo, Durban, Sudáfrica |                  |
| 15:30                   |                   |     |                 | Árbitro(s): [[]]                           | Árbitro(s): [[]] |

#### Fase eliminatoria
En la fase eliminatoria, se podrán utilizar tiempos extra y tandas de penaltis, si es necesario, para los desempates si el marcador está empatado después del tiempo reglamentario normal.
|  | Semifinales                        | Semifinales                        |   |                                    | Final                              | Final |  |
|  |                                    |                                    |   |                                    |                                    |       |  |
|  |                                    |                                    |   |                                    |                                    |       |  |
|  | 6 de septiembre, Durban, Sudáfrica |                                    |   |                                    |                                    |       |  |
|  | Double Action Ladies               | 2                                  |   |                                    |                                    |       |  |
|  | CD Costa do Sol                    | 0                                  |   |                                    |                                    |       |  |
|  |                                    |                                    |   |                                    |                                    |       |  |
|  |                                    |                                    |   |                                    | 8 de septiembre, Durban, Sudáfrica |       |  |
|  |                                    |                                    |   |                                    | Double Action Ladies               | 0     |  |
|  |                                    | Mamelodi Sundowns                  | 2 |                                    |                                    |       |  |
|  |                                    |                                    |   |                                    |                                    |       |  |
|  |                                    |                                    |   |                                    |                                    |       |  |
|  |                                    |                                    |   |                                    | Tercer lugar                       |       |  |
|  | 6 de septiembre, Durban, Sudáfrica | 6 de septiembre, Durban, Sudáfrica |   | 8 de septiembre, Durban, Sudáfrica | 8 de septiembre, Durban, Sudáfrica |       |  |
|  | Mamelodi Sundowns                  | 3                                  |   | Young Buffaloes                    | 1                                  |       |  |
|  | Green Buffaloes                    | 1                                  |   |                                    | CD Costa do Sol                    | 2     |  |

#### Semifinales
| 6 de septiembre de 2023 | Double Action Ladies | 2:0 | CD Costa do Sol | King Zwelithini Stadium, Durban, Sudáfrica |                  |
| 12:00                   |                      |     |                 | Árbitro(s): [[]]                           | Árbitro(s): [[]] |

| 6 de septiembre de 2023 | Mamelodi Sundowns | 3:1 | Green Buffaloes | King Zwelithini Stadium, Durban, Sudáfrica |                  |
| 15:30                   |                   |     |                 | Árbitro(s): [[]]                           | Árbitro(s): [[]] |

#### Por el tercer lugar
| 8 de septiembre de 2023 | Green Buffaloes | 1:2 | CD Costa do Sol | King Zwelithini Stadium, Durban, Sudáfrica |                  |
| 12:00                   |                 |     |                 | Árbitro(s): [[]]                           | Árbitro(s): [[]] |

#### Final
| 8 de septiembre de 2023 | Mamelodi Sundowns | 2:0 | Double Action Ladies | King Zwelithini Stadium, Durban, Sudáfrica |                  |
| 15:00                   |                   |     |                      | Árbitro(s): [[]]                           | Árbitro(s): [[]] |